# ルートヴィヒ6世 (ヘッセン＝ダルムシュタット方伯)
ルートヴィヒ6世（Ludwig VI., 1630年1月25日 - 1678年4月24日）は、ヘッセン＝ダルムシュタット方伯（在位：1661年 - 1678年）。

## 生涯
ゲオルク2世とその妃であったザクセン選帝侯ヨハン・ゲオルク1世の公女ゾフィー・エレオノーレ（1609年 - 1671年）の長男としてダルムシュタットで生まれた。
1678年4月24日にダルムシュタットで死去、子のルートヴィヒ7世が方伯位を嗣いだ。

## 結婚と子女
1650年11月24日にホルシュタイン＝ゴットルプ公フレデリク3世の公女マリー・エリーザベト（1634年 - 1665年）と結婚し、彼女との間に8子をもうけた。
- マグダレーナ・ジビュラ（1652年 - 1712年） - ヴュルテンベルク公ヴィルヘルム・ルートヴィヒ妃
- ゾフィー・エレオノーレ（1653年）
- ゲオルク（1654年 - 1655年）
- マリー・エリーザベト（1656年 - 1715年） - ザクセン＝レムヒルト公ハインリヒ妃
- アウグステ・マルガレーテ（1657年 - 1674年）
- ルートヴィヒ7世（1658年 - 1678年） - ヘッセン＝ダルムシュタット方伯
- フリードリヒ（1659年 - 1676年）
- ゾフィー・マリー（1661年 - 1712年） - ザクセン＝アイゼンベルク公クリスティアン妃

マリー・エリーザベトと死別した後、1666年12月5日にザクセン＝ゴータ公エルンスト1世（敬虔公）の公女エリーザベト・ドロテア（1640年 - 1709年）と再婚した。彼女との間には8子をもうけた。
- エルンスト・ルートヴィヒ（1667年 - 1739年） - ヘッセン＝ダルムシュタット方伯
- ゲオルク（1669年 - 1705年）
- ゾフィー・ルイーゼ（1670年 - 1758年） - エッティンゲン＝エッティンゲン侯アルブレヒト・エルンスト2世妃
- フィリップ（1671年 - 1736年）
- ヨハン（1672年 - 1673年）
- ハインリヒ（1674年 - 1741年）
- エリーザベト・ドロテア（1676年 - 1721年） - ヘッセン＝ホンブルク方伯フリードリヒ3世ヤーコプ妃
- フリードリヒ（1677年 - 1708年）